# Taenioides anguillaris
A Taenioides anguillaris a csontos halak (Osteichthyes) főosztályának a sugarasúszójú halak (Actinopterygii) osztályába, ezen belül a sügéralakúak (Perciformes) rendjébe, a gébfélék (Gobiidae) családjába és az Amblyopinae alcsaládjába tartozó faj.

## Előfordulása
A Taenioides anguillaris előfordulási területe az Indiai-óceán északkeleti és a Csendes-óceán nyugati részein van. A következő országok vizeiben található meg: India, Indonézia, Kína, Malajzia és Pápua Új-Guinea.

## Megjelenése
Ez a hal legfeljebb 40 centiméter hosszú. 30 csigolyája van.

## Életmódja
Trópusi gébféle, amely egyaránt megél az édes-, sós- és brakkvízben is. A folyótorkolatok és a tenger partok homokos részeit kedveli.